# Chelidonisis capensis
Chelidonisis capensis is een zachte koraalsoort uit de familie Isididae. De koraalsoort komt uit het geslacht Chelidonisis. Chelidonisis capensis werd in 1878 voor het eerst wetenschappelijk beschreven door Studer. 